# 2071 Nadezhda
A 2071 Nadezhda (ideiglenes jelöléssel 1971 QS) a Naprendszer kisbolygóövében található aszteroida. Tamara Mikhaylovna Smirnova fedezte fel 1971. augusztus 18-án.